# Loukozoa
Els loukozous (Loukozoa, gr. loukos, "solc") són un taxon parafilètic usat en algunes classificacions de protists excavats.
El grup més gran dins Loukozoa són els Jakobida. Loukozoa, també inclou Malawimonas.